# Isle of Man TT 1973
De TT van Man 1973 was de vijfde race van het wereldkampioenschap wegrace-seizoen 1973. De WK-races werden verreden van 6 t/m 8 juni 1973 op de Snaefell Mountain Course op het eiland Man. Door de Interval-start rijdt men eigenlijk een tijdrace. In de Production 250 TT, die niet meetelde voor het wereldkampioenschap, verongelukte de Britse coureur John Clarke.

## Algemeen
De Isle of Man TT werd een uitgeklede, nationale race door de boycot van alle toprijders, met uitzondering van de zijspanrijders. Tony Rutter, die de Junior TT won, had nog geen enkele GP-start gekregen.

## WK-klassen

### Senior TT
Starters: 69, gefinisht: 26
Nu de wereldtop wegbleef op het eiland Man konden er in de Senior TT zowaar punten gescoord worden met een oude Matchless G50. Dat deed Peter Williams, die tweede werd achter Jack Findlay (Suzuki). Derde werd Charlie Sanby met een Suzuki. Mick Grant had de race aanvankelijk geleid met zijn 352cc-Yamaha TZ 350, en zelfs de snelste ronde gereden. maar hij gleed in de derde ronde weg over olie bij Parliament Square in Ramsey. Het was al de tweede keer in die week dat Grant uitviel terwijl hij aan de leiding lag: in de Junior TT moest hij met technische problemen opgeven. De overwinning van Jack Findlay in de Senior TT was de eerste overwinning van een tweetaktmotor in deze klasse sinds Tim Wood in 1913 won met een Scott.

#### Uitslag Senior TT
| Pos | Coureur          | Merk            | Snelheid        | Tijd      | Punten |
| --- | ---------------- | --------------- | --------------- | --------- | ------ |
| 1   | Jack Findlay     | Suzuki          | 101.55 mph      | 2:13'45"2 | 15     |
| 2   | Peter Williams   | Matchless       | 100.62 mph      | +1'14"2   | 12     |
| 3   | Charlie Sanby    | Suzuki          | 100.27 mph      | +1'42"4   | 10     |
| 4   | Alex George      | Yamaha          | 98.73 mph       | +3'49"0   | 8      |
| 5   | Roger Nicholls   | Suzuki          | 98.06 mph       | +4'45"0   | 6      |
| 6   | David Hughes     | Matchless       | 96.62 mph       | +6'49"0   | 5      |
| 7   | Dudley Robinson  | Suzuki          | 95.96 mph       | +7'47"6   | 4      |
| 8   | John Taylor      | Suzuki          | 94.79 mph       | +9'31"6   | 3      |
| 9   | Selwyn Griffiths | Matchless       | 94.05 mph       | +10'40"0  | 2      |
| 10  | Graham Bayley    | Kawasaki        | 94.04 mph       | +10'41"0  | 1      |
| DNF | Mick Grant       | Yamaha          | val             |           |        |
| DNF | Tony Jefferies   | Crooks-Suzuki   | Crooks-Suzuki   |           |        |
| DNF | John Williams    | Arter-Matchless | Arter-Matchless |           |        |
| DNF | Jan Kostwinder   | Yamaha          |                 |           |        |
| DNF | Tony Rutter      | Yamaha          |                 |           |        |
| DNF | Stan Woods       | Suzuki          |                 |           |        |
| DNF | Charlie Williams | Johnson-Yamaha  | Johnson-Yamaha  |           |        |
| DNF | Billie Guthrie   | Danfay-Yamaha   | Danfay-Yamaha   |           |        |
| DNF | Tommy Robb       | Danfay-Yamaha   | Danfay-Yamaha   |           |        |

### Junior TT
Starters: 70, gefinisht: 44
Tony Rutter had in 1973 (met uitzondering van de TT van Man) nog geen enkele GP-start gekregen, maar door het wegblijven van alle toprijders kon hij de Junior TT winnen. Toch was zijn gemiddelde snelheid zeer hoog, 164,1 km/h. Dat was maar 0,1 km/h langzamer dan Giacomo Agostini in 1972 had gereden. Ken Huggett werd tweede en John Williams werd derde. De eerste 21 finishers reden met een Yamaha. Mick Grant had de race geleid, maar moest een pitstop van twaalf minuten maken om een gebroken steun van zijn stroomlijnkuip te laten repareren.

#### Uitslag Junior TT
| Pos. | Coureur          | Merk           | Snelheid   | Tijd      | Punten |
| ---- | ---------------- | -------------- | ---------- | --------- | ------ |
| 1    | Tony Rutter      | Yamaha         | 101.99 mph | 1:50'58"8 | 15     |
| 2    | Ken Huggett      | Yamaha         | 100.58 mph | +1'32"8   | 12     |
| 3    | John Williams    | Yamaha         | 100.32 mph | +1'50"6   | 10     |
| 4    | Barry Randle     | Yamaha         | 100.01 mph | +2'11"4   | 8      |
| 5    | Phil Carpenter   | Yamaha         | 99.49 mph  | +2'47"0   | 6      |
| 6    | Derek Chatterton | Yamaha         | 98.77 mph  | +3'37"2   | 5      |
| 7    | Alex George      | Yamaha         | 87.76 mph  | +3'37"4   | 4      |
| 8    | Helmut Kassner   | Yamaha         | 96.74 mph  | +6'01"4   | 3      |
| 9    | Tom Dickie       | Yamaha         | 96.68 mph  | +6'05"6   | 2      |
| 10   | Paul Cott        | Yamsel         | 96.41 mph  | +6'25"4   | 1      |
| 11   | Gyula Marsovszky | Yamaha         | 95.98 mph  |           |        |
| 14   | Jan Kostwinder   | Yamaha         | 94.34 mph  |           |        |
| 16   | Tommy Robb       | Danfay-Yamaha  | 93.37 mph  |           |        |
| DNF  | Tom Herron       | Yamaha         |            |           |        |
| DNF  | Mick Grant       | Yamaha         |            |           |        |
| DNF  | Billie Guthrie   | Danfay-Yamaha  |            |           |        |
| DNF  | Tony Jefferies   | Yamaha         |            |           |        |
| DNF  | Charlie Williams | Johnson-Yamaha |            |           |        |

### Lightweight 250 cc TT
Starters: 54, gefinisht: 38
Door de boycot van de toprijders was de Lightweight 250 cc TT een nationaal evenement geworden, gewonnen door Charlie Williams, vóór John Williams en Bill Rae, allemaal met een Yamaha.

#### Uitslag Lightweight 250 cc TT
| Pos. | Coureur          | Merk          | Snelheid   | Tijd      | Punten |
| ---- | ---------------- | ------------- | ---------- | --------- | ------ |
| 1    | Charlie Williams | Yamaha        | 100.05 mph | 1:30'30"0 | 15     |
| 2    | John Williams    | Yamaha        | 99.60 mph  | +24"6     | 12     |
| 3    | Bill Rae         | Yamaha        | 98.86 mph  | +1'05"4   | 10     |
| 4    | Derek Chatterton | Yamaha        | 98.00 mph  | +1'53"0   | 8      |
| 5    | Alex George      | Yamaha        | 97.94 mph  | +1'57"0   | 6      |
| 6    | Tony Rutter      | Yamaha        | 97.57 mph  | +2'18"0   | 5      |
| 7    | Phil Carpenter   | Yamaha        | 97.14 mph  | +2'42"8   | 4      |
| 8    | Helmut Kassner   | Yamaha        | 96.73 mph  | +3'09"6   | 3      |
| 9    | Tom Herron       | Yamaha        | 96.61 mph  | +3'13"4   | 2      |
| 10   | Barry Randle     | Yamaha        | 96.05 mph  | +3'46"2   | 1      |
| 23   | Tommy Robb       | Danfay-Yamaha | 88.53 mph  |           |        |
| DNF  | Jan Kostwinder   | Yamaha        |            |           |        |

### Lightweight 125 cc TT
Starters: 41, gefinisht: 25
Tommy Robb won de Lightweight 125 cc TT, na vijftien jaar van deelname. Dat waren zijn enige punten in het hele seizoen, mogelijk gemaakt door de boycot van de Isle of Man TT door de hele wereldtop. Zo konden ook Jan Kostwinder (tweede) en Neil Tuxworth (derde) punten scoren op het eiland Man.

#### Uitslag Lightweight 125 cc TT
| Pos. | Coureur          | Merk           | Snelheid       | Tijd      | Punten |
| ---- | ---------------- | -------------- | -------------- | --------- | ------ |
| 1    | Tommy Robb       | Yamaha         | 88.91 mph      | 1:16'23"6 | 15     |
| 2    | Jan Kostwinder   | Yamaha         | 87.79 mph      | +58"0     | 12     |
| 3    | Neil Tuxworth    | Yamaha         | 86.56 mph      | +2'03"6   | 10     |
| 4    | Ivan Hodgkinson  | Yamaha         | 85.49 mph      | +3'02"4   | 8      |
| 5    | Alan Jones       | Maico          | 83.30 mph      | +5'08"0   | 6      |
| 6    | Lindsay Porter   | Honda          | 82.54 mph      | +5'52"8   | 5      |
| 7    | Clive Horton     | Yamaha         | 82.43 mph      | +5'59"6   | 4      |
| 8    | Richard Stevens  | Maico          | 82.03 mph      | +6'23"4   | 3      |
| 9    | Bob Ware         | Yamaha         | 82.02 mph      | +6'24"4   | 2      |
| 10   | John Kiddie      | Honda          | 81.69 mph      | +6'44"0   | 1      |
| DNF  | Charlie Williams | Johnson-Yamaha | Johnson-Yamaha |           |        |

### Sidecar 500 cc TT
Starters: 68, gefinisht: 36
Op Man waren de zijspanrijders de enigen die de Isle of Man TT niet boycotten. Klaus Enders en Ralf Engelhardt hadden de 750cc-zijspanrace al gewonnen en wonnen ook de 500cc-race. Ze waren daardoor al bijna niet meer in te halen in de WK-stand. Siegfried Schauzu/Wolfgang Kalauch werden tweede en op de derde plaats eindigden Rolf Steinhausen/Karl Scheurer.

#### Uitslag Sidecar 500 cc TT
| Pos | Coureur               | Bakkenist        | Merk          | Snelheid      | Tijd      | Punten |
| --- | --------------------- | ---------------- | ------------- | ------------- | --------- | ------ |
| 1   | Klaus Enders          | Ralf Engelhardt  | Busch-BMW     | 94.93 mph     | 1:11'32"4 | 15     |
| 2   | Siegfried Schauzu     | Wolfgang Kalauch | BMW           | 91.40 mph     | +2'45"8   | 12     |
| 3   | Rolf Steinhausen      | Karl Scheurer    | König         | 89.84 mph     | +4'03"0   | 10     |
| 4   | Michel Vanneste       | Serge Vanneste   | BMW           | 86.24 mph     | +7'12"2   | 8      |
| 5   | Robin Williamson      | Jack McPherson   | BMW           | 85.05 mph     | +8'18"4   | 6      |
| 6   | Roger Dutton          | Tony Wright      | BMW           | 83.68 mph     | +9'37"0   | 5      |
| 7   | George O'Dell         | Bill Boldison    | BSA           | 79.82 mph     | +13'32"2  | 4      |
| 8   | Dick Hawes            | Edwin Kiff       | Weslake       | 79.55 mph     | +13'49"6  | 3      |
| 9   | Roy Woodhouse         | Doug Woodhouse   | Honda         | 77.95 mph     | +15'35"0  | 2      |
| 10  | Maurice Candy         | Eddie Fletcher   | BSA           | 77.73 mph     | +15'49"6  | 1      |
| DNF | Mick Boddice          | Kenneth Williams | Kawasaki      |               |           |        |
| DNF | Gerry Boret           | Nick Boret       | Renwick-König | Renwick-König |           |        |
| DNF | Jeff Gawley           | Peter Sales      | König         |               |           |        |
| DNF | Heinz Luthringshauser | Hermann Hahn     | BMW           |               |           |        |

## Overige klassen

### Formula 750 TT
Starters: 73, gefinisht: 38
In de Formula 750 TT haalde Peter Williams met zijn John Player Norton de eerste overwinning voor Norton sinds twaalf jaar. Jack Findlay lag aanvankelijk met zijn Suzuki op de tweede plaats, maar viel aan het begin van de laatste ronde bij Quarterbridge stil met een kapotte versnellingsbak. Daardoor kon Mick Grant het succes voor Norton compleet maken en de tweede plaats pakken, voor Tony Jefferies met zijn Triumph T150 Trident.

#### Uitslag Formula 750 TT
| Pos | Coureur          | Merk    | Snelheid        | Tijd      |
| --- | ---------------- | ------- | --------------- | --------- |
| 1   | Peter Williams   | Norton  | 105.47 mph      | 1:37'19"2 |
| 2   | Mick Grant       | Norton  | 102.56 mph      | 1:50'21"6 |
| 3   | Tony Jefferies   | Triumph | 102.04 mph      | 1:50'55"2 |
| 4   | Charlie Williams | Yamaha  | 102.03 mph      | 1:50'56"0 |
| 5   | Stan Woods       | Suzuki  | 101.89 mph      | 1:51'05"2 |
| 6   | Ken Huggett      | Yamaha  | 99.69 mph       | 1:53'32"4 |
| 7   | Geoff Barry      | Seeley  | 99.41 mph       | 1:53'51"4 |
| 8   | Paul Cott        | Yamaha  | 97.43 mph       | 1:56'10"4 |
| 9   | Helmut Dähne     | BMW     | 96.79 mph       | 1:56'56"4 |
| 10  | Graham Bayley    | Triumph | 96.61 mph       | 1:57'09"4 |
| 11  | Billie Guthrie   | Triumph | 96.15 mph       | 1:57'42"8 |
| 29  | Alex George      | Yamaha  | 87.82 mph       | 2:08'52"8 |
| DNF | Jack Findlay     | Suzuki  | versnellingsbak |           |
| DNF | John Williams    | Honda   |                 |           |

### Production 750 TT
Starters: 27, gefinisht: 15
In de stromende regen leek Peter Williams met zijn standaard Norton Commando ook de Production 750 TT te gaan winnen. Bij het ingaan van de laatste ronde had hij 8,2 seconden voorsprong op Tony Jefferies, maar viel toen uit. Jefferies won voor John Williams en David Nixon. Alle podiumplaatsen waren zodoende voor Triumph T150 Tridents.

#### Uitslag Production 750 TT
| Pos | Coureur            | Merk    | Snelheid  | Tijd      |
| --- | ------------------ | ------- | --------- | --------- |
| 1   | Tony Jefferies     | Triumph | 95.62 mph | 1:34'41"6 |
| 2   | John Williams      | Triumph | 94.90 mph | 1:35'24"8 |
| 3   | David Nixon        | Triumph | 91.56 mph | 1:38'33"6 |
| 4   | Helmut Dähne       | BMW     | 90.32 mph | 1:40'14"8 |
| 5   | Ernie Pitt         | Triumph | 89.38 mph | 1:41'57"8 |
| 6   | Darryl Pendlebury  | Triumph | 88.73 mph | 1:42'03"0 |
| 7   | Hans-Otto Butenuth | BMW     | 87.65 mph | 1:42'25"4 |
| 8   | Hugh Evans         | Honda   | 87.27 mph | 1:43'45"2 |
| 9   | Roger Corbett      | Triumph | 86.86 mph | 1:44'14"6 |
| 10  | Ken Huggett        | Triumph | 84.94 mph | 1:46'36"4 |
| DNF | Peter Williams     | Norton  |           |           |

### Production 500 TT
Starters: 15, gefinisht: 12
In de hevige regen stopte Stan Woods met zijn Suzuki T 500 in de laatste ronde bij de Bungalow, waardoor Bill Smith aan de leiding kwam terwijl zijn viercilinder Honda CB 500 Four slechts op twee cilinders liep. Met nog elf kilometer te gaan won hij de race desondanks. Woods kon wel verder rijden en werd nog tweede, maar hij had nog maar een seconde voorsprong op Keith Martin (Kawasaki H 1 500 Mach III).

#### Uitslag Production 500 TT
| Pos | Coureur        | Merk     | Snelheid  | Tijd      |
| --- | -------------- | -------- | --------- | --------- |
| 1   | Bill Smith     | Honda    | 88.10 mph | 1:42'47"0 |
| 2   | Stan Woods     | Suzuki   | 88.01 mph | 1:42'55"2 |
| 3   | Keith Martin   | Kawasaki | 87.87 mph | 1:43'02"8 |
| 4   | Clive Brown    | BSA      | 87.79 mph | 1:43'14"9 |
| 5   | Roger Bowler   | Triumph  | 86.92 mph | 1:44'10"2 |
| 6   | Bill Milne     | Kawasaki | 85.40 mph | 1:46'01"8 |
| 7   | Ray Knight     | Triumph  | 83.40 mph | 1:48'34"0 |
| 8   | Nigel Rollason | BSA      | 83.05 mph | 1:49'01"8 |
| 9   | John Wilkinson | Suzuki   | 82.98 mph | 1:49'02"0 |
| 10  | Godfrey Benson | Suzuki   | 79.55 mph | 1:53'49"4 |
| DNF | Alex George    | Kawasaki |           |           |

### Production 250 TT
Starters: 26, gefinisht: 19
De Production 250 TT was geweldig spannend. Ze werd gewonnen door Charlie Williams (Yamaha RD 350) na een hevig gevecht met Eddie Roberts en Tommy Robb. Tijdens deze race verongelukte John Clarke met een Suzuki T 20 Super Six bij Union Mills.

#### Uitslag Production 250 TT
| Pos | Coureur          | Merk     | Snelheid  | Tijd      |
| --- | ---------------- | -------- | --------- | --------- |
| 1   | Charlie Williams | Yamaha   | 81.76 mph | 1:50'45"0 |
| 2   | Eddie Roberts    | Yamaha   | 81.24 mph | 1:51'22"0 |
| 3   | Tommy Robb       | Yamaha   | 80.06 mph | 1:53'05"8 |
| 4   | Roger Hunter     | Suzuki   | 79.52 mph | 1:53'52"2 |
| 5   | Peter Courtney   | Kawasaki | 79.05 mph | 1:54'32"4 |
| 6   | Phil Carpenter   | Honda    | 78.65 mph | 1:55'08"0 |
| 7   | Jim Curry        | Honda    | 78.09 mph | 1:55'57"4 |
| 8   | John Kiddie      | Honda    | 77.76 mph | 1:56'26"2 |
| 9   | Lindsay Porter   | Suzuki   | 75.54 mph | 1:59'51"8 |
| 10  | John Kidson      | Honda    | 75.28 mph | 2:00'12"6 |

### Sidecar 750 cc TT
Starters: 81, gefinisht: 39

#### Uitslag Sidecar 750 cc TT
| Pos | Coureur               | Bakkenist        | Merk     | Snelheid  | Tijd      |
| --- | --------------------- | ---------------- | -------- | --------- | --------- |
| 1   | Klaus Enders          | Ralf Engelhardt  | BMW      | 93.01 mph | 1:13'00"1 |
| 2   | Siegfried Schauzu     | Wolfgang Kalauch | BMW      | 91.72 mph | 1:14'02"4 |
| 3   | John Brandon          | Cliff Holland    | Honda    | 84.75 mph | 1:20'08"0 |
| 4   | Mick Boddice          | Kenneth Williams | Kawasaki | 84.54 mph | 1:20'20"0 |
| 5   | Bill Crook            | Kenny Arthur     | BSA      | 83.53 mph | 1:21'18"0 |
| 6   | Robin Williamson      | Jack McPherson   | BMW      | 83.08 mph | 1:21'44"2 |
| 7   | Dick Hawes            | Eddie Kiff       | Weslake  | 82.65 mph | 1:22'09"8 |
| 8   | Richard Wegener       | D. Jacobson      | BMW      | 81.35 mph | 1:23'29"0 |
| 9   | Michel Vanneste       | Serge Vanneste   | BMW      | 81.24 mph | 1:23'35"4 |
| 10  | Mick Potter           | B. Coverdale     | BMW      | 80.62 mph | 1:24'14"2 |
| 20  | Jeff Gawley           | Peter Sales      | König    | 76.43 mph | 1:28'51"0 |
| 27  | Rolf Steinhausen      | Karl Scheurer    | König    | 73.93 mph | 1:31'51"6 |
| DNF | Heinz Luthringshauser | Hermann Hahn     | BMW      |           |           |
| DNF | George O'Dell         | Bill Boldison    | BSA      |           |           |

1907 · 1908 · 1909 · 1910 · 1911 · 1912 · 1913 · 1914 · Eerste Wereldoorlog · 1920 · 1921 · 1922 · 1923 · 1924 · 1925 · 1926 · 1927 · 1928 · 1929 · 1930 · 1931 · 1932 · 1933 · 1934 · 1935 · 1936 · 1937 · 1938 · 1939 · Tweede Wereldoorlog · 1947 · 1948 · 1949 · 1950 ·1951 · 1952 · 1953 · 1954 · 1955 · 1956 · 1957 · 1958 · 1959 · 1960 · 1961 · 1962 · 1963 · 1964 · 1965 · 1966 · 1967 · 1968 · 1969 · 1970 · 1971 · 1972 · 1973 · 1974 · 1975 · 1976 · 1977 · 1978 · 1979 · 1980 · 1981 · 1982 · 1983 · 1984 · 1985 · 1986 · 1987 · 1988 · 1989 · 1990 · 1991 · 1992 · 1993 · 1994 · 1995 · 1996 · 1997 · 1998 · 1999 · 2000 · 2002 · 2003 · 2004 · 2005 · 2006 · 2007 · 2008 · 2009 · 2010 · 2011 · 2012 · 2013 · 2014